# Paul Chater
Paul Chater (en arménien : Փոլ Չաթեր, en chinois : 遮打, 8 septembre 1846 - 27 mai 1926) est un homme d'affaires britannique d'origine arménienne ayant vécu à Hong Kong la majeure partie de sa vie. Ses racines familiales sont à Calcutta.
Émigrant à Hong Kong en 1864 à l'âge de 18 ans, il contribue beaucoup au développement de la colonie en jouant entre autres un rôle déterminant dans le début de la création de terre-pleins sur la mer et en participant à la fondation de grandes entreprises hongkongaises comme la Dairy Farm, Hongkong Land ou la Hongkong Electric Company (en). Il est également membre du Conseil législatif et du Conseil exécutif.
Il fait construire Marble Hall, une grande demeure en marbre européen, et sa collection de porcelaines fines et de peintures et gravures est aujourd'hui le cœur du musée d'art de Hong Kong.

## Biographie

### Jeunesse
Chater est né sous le nom de Khachik Pogose Astwachatoor, (Խաչիկ Պողոս Աստվածատրյան) à Calcutta en Inde britannique. Il est l'un des treize enfants d'un couple d'Arméniens nommés Miriam et Chater Paul Chater. Ce-dernier est membre de l'Indian Civil Service.
Chater devient orphelin à l'âge de sept ans et obtient une bourse pour entrer à l'école La Martinière de Calcutta. En 1864, il émigre à Hong Kong où il vit avec la famille de sa sœur Anna et le mari de celle-ci, l'Arménien Jordan Paul Jordan.

### Carrière

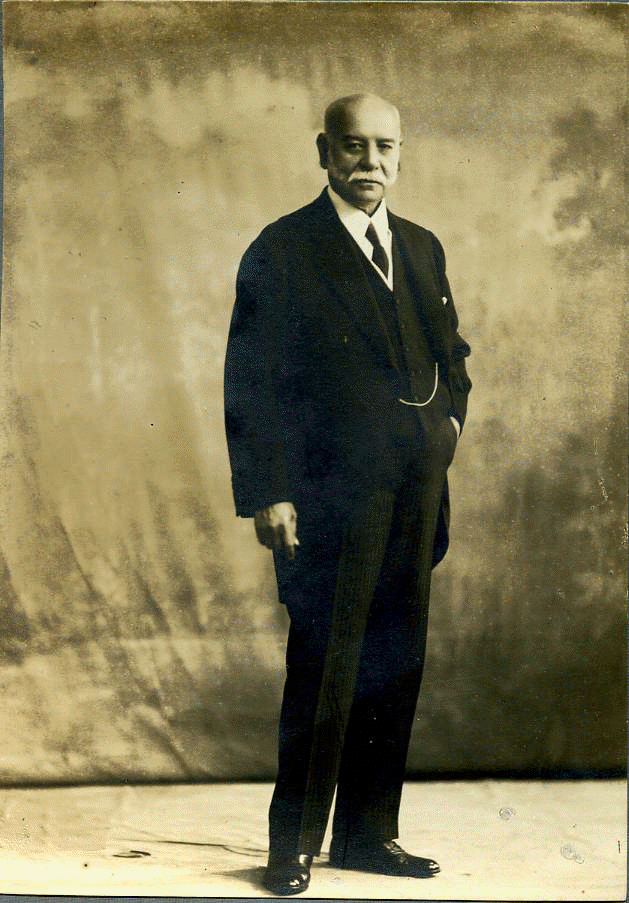
Portrait en pied de Chater (vers 1903).

À ses débuts à Hong Kong, il est assistant à la Banque de l'Hindoustan, de Chine et du Japon. Plus tard, avec l'aide de la famille Sassoon, il s'installe comme courtier en bourse, démissionne de la banque et échange des lingots d'or et des terres pour son propre compte. Il effectue des sondages à main la nuit à bord d'un sampan et joue ainsi un rôle déterminant dans la planification de la création de terre-pleins dans Victoria Harbour. Il tient également un rôle central dans le succès du gouvernement colonial dans l'acquisition de terres appartenant jusqu'alors à l'armée, pour un coût de deux millions de livres sterling.
En 1868, lui et Hormusjee Naorojee Mody fondent la société de courtage Chater & Mody, un partenariat commercial qui connaît un grand succès à Hong Kong, bien que la Hong Kong Milling Company (plus connue sous le nom de Rennie's Mill (en)) fait faillite en 1908, ce qui entraîne le suicide d'Albert Rennie.
En 1886, il aide Patrick Manson à fonder la Dairy Farm, et entre au Conseil législatif la même année, prenant la place de Frederick David Sassoon (en). Également en 1886, Chater fonde la Kowloon Wharf & Godown, ancêtre de la Wharf.
En 1889, il fonde le promoteur immobilier Hongkong Land avec James Johnstone Keswick (en), une société pionnière dans la création de terre-pleins à Hong Kong avec le projet Praya (en) de 1890. Convaincu par la suggestion du conseiller temporaire Bendyshe Layton (en) que Hong Kong devrait avoir l'électricité, ils acquièrent secrètement un vieux cimetière à Wan Chai, où ils construisent l'une des premières centrales électriques au monde. En 1890, la Hongkong Electric Company (en) commence sa production.
Chater est un grand amateur de deux sports : il joue 1er XI au club de cricket de Hong Kong, et suit avec attention les courses de pur-sang (en). Il n'aurait jamais manqué la course hebdomadaire à l'hippodrome de Happy Valley en 60 ans. Il crée l'écurie Chater en 1872 qui remporte de nombreuses courses à Happy Valley. La Hong Kong Champions & Chater Cup (en), la troisième étape de la course de groupe de la Triple couronne, est nommée en son honneur.
En 1896, Chater rejoint les rangs du gouvernement lorsqu'il est nommé au Conseil exécutif de Hong Kong où il siège jusqu'en 1926, l'année de sa mort. Il est fait Knight Bachelor lors des distinctions honorifiques du couronnement de 1902 (en), recevant l'accolade du roi Édouard VII en personne au palais de Buckingham le 24 octobre de cette année. En 1901, il fait construire une très belle maison en marbre européen importé au 1 Conduit Road à Hong Kong qu'il nomme Marble Hall et où il installe sa collection de porcelaine fine. Pour commémorer le couronnement d'Édouard VII en 1902, il finance la création d'une statue en bronze du roi, exécutée par George Edward Wade (en) et installée sur Statue Square en 1907. En 1904, il finance à lui seul la construction de l'église Saint-André.
Quelques titres et postes occupés par Chater :
- Maître de la Loge de la persévérance en 1873
- Administrateur au Jockey Club de Hong Kong
- Président du conseil d'administration du Jockey Club de Hong Kong (1892–1926)
- Juge de paix principal à Hong Kong
- Grand Maître de district de Hong Kong et de la Chine du Sud (1881-1909)
- Directeur de la Dairy Farm en 1886
- Consul du Siam à Hong Kong
- Trésorier et président du comité du Jubilé d'or de la reine Victoria en 1887
- Chevalier de la Légion d'honneur par le gouvernement français au Tonkin en 1892[réf. souhaitée]
- Membre du comité de l'éclairage public en 1896
- Membre du Conseil exécutif du gouverneur en 1896
- Président du comité du Jubilé de diamant de la reine Victoria en 1897
- Compagnon de l'ordre de Saint-Michel et Saint-Georges en 1897
- Doctorat en droit honorifique de l'université de Hong Kong[13] pour ses services en tant que trésorier honoraire, en 1923

## Philanthropie
En mai 1923, Chater, alors trésorier de l'université de Hong Kong, fait un don de 250 000 HK$ à l'établissement à un moment critique de son histoire et permettant sa survie,:69.
En 1924/25, il effectue le plus gros don à une institution ou à une organisation de son vivant, donnant 1,1 million de roupies à son alma mater, l'école La Martinière de Calcutta alors en difficulté, lui permettant ainsi d'éviter une fermeture certaine. Pour honorer sa contribution à l'école, le nom de Paul Chater est inclus dans la prière de l'établissement.

## Postérité

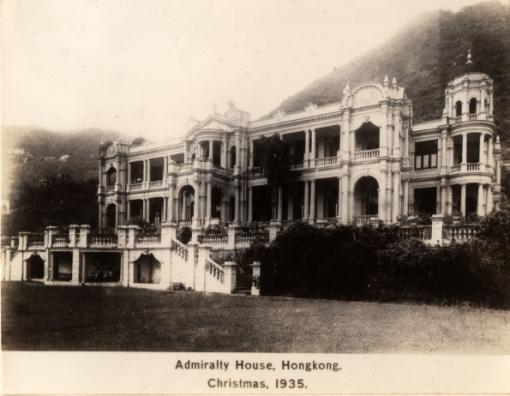
Marble Hall sur une carte postale de Noël de 1935.

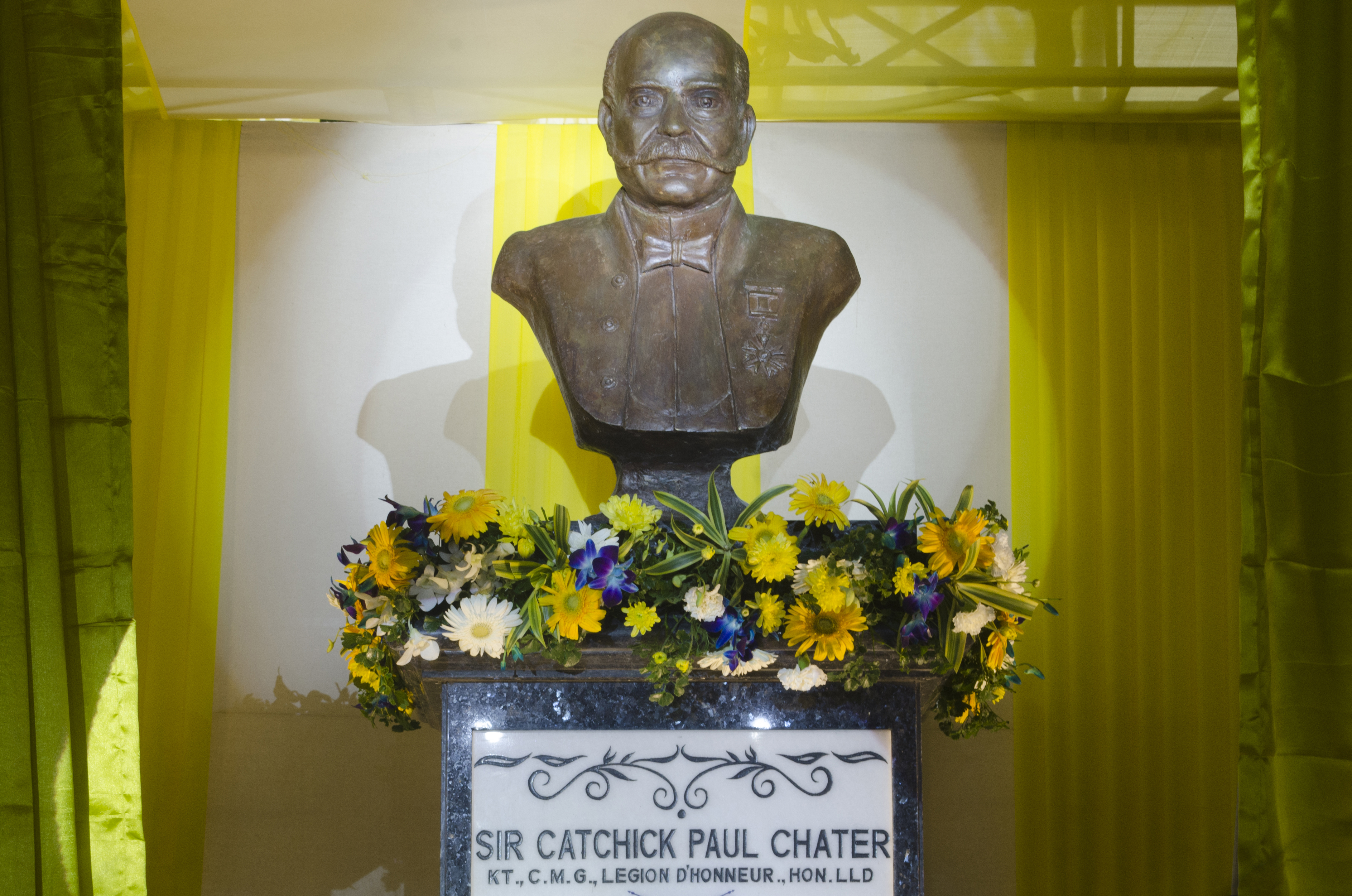
Buste de Catchick Paul Chater à l'école La Martinière de Calcutta.

Chater meurt en 1926 et lègue Marble Hall et tout son contenu, y compris sa collection unique de porcelaine et de peintures, à la ville de Hong Kong. Le reste de sa succession va à l'Église arménienne de Nazareth à Calcutta, qui gère une maison pour personnes âgées arméniennes, appelée Résidence Sir Catchick Paul Chater. Il est inhumé au cimetière de Hong Kong.
La femme de Chater vit à Marble Hall comme locataire à vie jusqu'à sa mort en 1935,. La propriété passe ensuite au gouvernement et est renommée « Maison de l'Amirauté ». Elle sert de résidence officielle du commandant en chef de la marine avant d'être réquisitionnée par les Japonais pendant leur occupation. La demeure est victime d'un incendie accidentel en 1946 et des bâtiments gouvernementaux occupent le site après sa démolition en 1953. Les résidences du gouvernement nommées « Chater Hall Flats » sont aujourd'hui situées sur le site de Marble Hall.
Chater a amassé une grande collection de peinture et de gravures historiques relatives à la Chine qu'il a offertes à la colonie. La collection Chater fait l'objet d'un travail de son conservateur, James Orange, en 1924, date à laquelle la collection compte 430 pièces. Son épine dorsale est la collection Wyndham Law du Service des douanes maritimes chinois qui comprend des peintures à l'huile, des aquarelles, des croquis, des gravures et des photographies, dont la plupart montrent des scènes de paysage des ports de traités de la Chine méridionale aux XVIIIe et XIXe siècles, et des activités britanniques en Chine. La collection est dispersée et en grande partie détruite pendant l'occupation japonaise, et seules 94 pièces (qui forment maintenant une partie importante de la collection du musée d'art de Hong Kong) sont connues pour avoir survécu.
Le neveu de Chater (le fils de son sœur Anna) Gregory Paul Jordan (en) joue un rôle déterminant dans le développement des services médicaux et de l'éducation à Hong Kong et dans la fondation de l'université de Hong Kong dont il est le deuxième vice-chancelier,:64.
En 2017, à l'occasion du 171e anniversaire de Paul Chater, un buste de Paul Chater est installé à l'école La Martinière de Calcutta.
Plusieurs lieux de Hong Kong portent également son nom :
- Chater Garden
- Chater House
- Chater Road (en)[7]
- Catchick Street (en)[7]
- Peking Road (en) était nommée Chater Street jusqu'en 1909, date à laquelle elle est renommée pour éviter toute confusion avec Chater Road[19]